# Анхелополис
Анхелополис (исп. Angelópolis) — город и муниципалитет на севере Колумбии, на территории департамента Антьокия. Входит в состав субрегиона Юго-западная Антьокия.

## История
Поселение, из которого позднее вырос город, было основано 8 июля 1876 года. Муниципалитет Анхелополис был выделен в отдельную административную единицу в 1896 году.

## Географическое положение
Город расположен в юго-западной части департамента, в гористой местности Центральной Кордильеры, к западу от реки Порсе, на расстоянии приблизительно 16 километров к юго-западу от Медельина, административного центра департамента. Абсолютная высота — 1924 метра над уровнем моря.

Муниципалитет Анхелополис граничит на севере с муниципалитетом Эликония, на северо-востоке — с муниципалитетом Медельин, на востоке — с муниципалитетами Ла-Эстрелья и Кальдас, на юге — с муниципалитетом Амага, на западе — с муниципалитетом Титириби, на северо-западе — с муниципалитетом Армения. Площадь муниципалитета составляет 86 км².

## Население
По данным Национального административного департамента статистики Колумбии, совокупная численность населения города и муниципалитета в 2012 году составляла 8551 человека.
Динамика численности населения муниципалитета по годам:
| 2005 | 2006 | 2007 | 2008 | 2009 | 2010 | 2011 | 2012 |
| ---- | ---- | ---- | ---- | ---- | ---- | ---- | ---- |
| 7641 | 7765 | 7894 | 8034 | 8151 | 8287 | 8415 | 8551 |

Согласно данным переписи 2005 года мужчины составляли 49,9 % от населения Анхелополиса, женщины — соответственно 50,1 %. В расовом отношении белые и метисы составляли 99,8 % от населения города; негры, мулаты и райсальцы — 0,1 %, индейцы — 0,1 %.
Уровень грамотности среди всего населения составлял 85,9 %.

## Экономика
Основу экономики Анхелополиса составляют сельскохозяйственное производство и добыча полезных ископаемых (уголь, глина, песок, магнезиальное сырьё).

70,2 % от общего числа городских и муниципальных предприятий составляют предприятия торговой сферы, 19,9 % — предприятия сферы обслуживания, 9,9 % — промышленные предприятия.